# علامة غريفيث
علامة غريفيث (بالإنجليزية: Griffith's sign)‏ هي علامة طبية يحدث فيها تأخر في الجفن السفلي عند تحريك العين نحو الأعلى. تُوجد هذه العلامة في اعتلال العين المنسوب لغريفز.